# Jasenovica (żupania karlowacka)
Jasenovica – wieś w Chorwacji, w żupanii karlowackiej, w gminie Ribnik. W 2011 roku liczyła 25 mieszkańców.